# Grote Prijs Stad Zottegem 1971
Il Grote Prijs Stad Zottegem 1971, trentaseiesima edizione della corsa, si svolse il 17 agosto 1971 su un percorso di 168 km, con partenza e arrivo a Zottegem. Fu vinto dal belga Albert Van Vlierberghe della Ferretti davanti ai suoi connazionali Ward Janssens e Guido Reybrouck.

## Ordine d'arrivo (Top 10)
| Pos. | Corridore              | Squadra             | Tempo    |
| ---- | ---------------------- | ------------------- | -------- |
| 1    | Albert Van Vlierberghe | Ferretti            | 4h07'26" |
| 2    | Ward Janssens          | Flandria-Mars       |          |
| 3    | Guido Reybrouck        | Salvarani           |          |
| 4    | Daniel Van Ryckeghem   | Sonolor-Lejeune     |          |
| 5    | Roger De Vlaeminck     | Flandria-Mars       |          |
| 6    | Maurice Dury           | Hertekamp-Magniflex |          |
| 7    | Christiaan Brasseur    | Goldor              |          |
| 8    | Johan De Muynck        | Flandria-Mars       |          |
| 9    | Jos van der Vleuten    | Goudsmit-Hoff       |          |
| 10   | Andre Doyen            | Hertekamp-Magniflex |          |